# テレトゥーン
テレトゥーン（Teletoon）はコーラス・エンターテイメントが運営しているカナダの英語のテレビチャンネルである。アニメ番組を放送しており、チャンネル名は「テレビジョン」（television）と漫画を意味する「カートゥーン」（cartoon）」の英語のかばん語である。
アメリカでは2023年3月27日から当局のブランド名をカートゥーンネットワークに変更。フランスではそのまま残っており、運営も続いている。
テレトゥーンは、主に複数のアニメーションシリーズを放送して、番組を自主制作して放送することもある。昼間は子供と十代前半の若者を対象に、深夜には十代と成人を対象としたプログラムを放送する。

## 放送番組
- ドンキーコング
- トータル・ドラマ・アイランド
- トータル・ドラマ・アクション
- 6ティーン
- 絶叫キャンプ レイクボトム